# 톰 캣
톰 캣(Tom Cat)은 단편 애니메이션 시리즈 《톰과 제리》의 주인공 중 하나이다. 윌리엄 해나, 조지프 바베라가 창작하였으며, 1940년 MGM 애니메이션 단편 《고양이, 쫓겨나다》에 회색과 흰색 털로된 의인화된 턱시도 고양이로 첫 등장하였으며, 단편 데뷔 당시 "재스퍼"라는 이름으로 알려졌다. 그러나, 다음 출연작인 《한밤중의 군것질》부터 톰 또는 토머스로 알려졌다.